# Robin Knoche
Robin Knoche (* 22. května 1992 Braunschweig) je německý profesionální fotbalista, který hraje na pozici středního obránce za německý klub 1. FC Union Berlín. Je také bývalým německým mládežnickým reprezentantem.

## Klubová kariéra
V mládeži hrál v týmech TSV Germania Lamme a SV Olympia 92 Braunschweig. Od roku 2005 je hráčem VfL Wolfsburg.

## Reprezentační kariéra
Reprezentoval Německo v mládežnických kategoriích U20 a U21.
Trenér Horst Hrubesch jej vzal na Mistrovství Evropy hráčů do 21 let 2015 konané v Praze, Olomouci a Uherském Hradišti.